# Ptychorrhoe rayada
Ptychorrhoe rayada är en fjärilsart som beskrevs av Paul Dognin 1893. Ptychorrhoe rayada ingår i släktet Ptychorrhoe och familjen mätare. Inga underarter finns listade.